# 12 Odd Future Songs
12 Odd Future Songs – kompilacja amerykańskiego kolektywu Odd Future, zawierająca 13 utworów, 12 z poprzednich wydawnictw oraz jeden dodatkowy nowy.

## Lista utworów
| #  | Tytuł                    | Wykonawca                                                           | Kompozytor         | Album                          | Czas |
| -- | ------------------------ | ------------------------------------------------------------------- | ------------------ | ------------------------------ | ---- |
| 1  | "Bastard"                | Tyler, the Creator                                                  | Tyler, the Creator | Bastard                        | 6:09 |
| 2  | "67"                     | MellowHype                                                          | Left Brain         | N/A                            | 3:38 |
| 3  | "Forest Green"           | Mike G                                                              | Left Brain         | The OF Tape Vol. 2             | 3:04 |
| 4  | "Welcome Home Son"       | The Jet Age of Tomorrow (gości. Tyler, the Creator & Casey Veggies) | The Super 3        | The Journey to the 5th Echelon | 2:54 |
| 5  | "French"                 | Tyler, the Creator (gości. Hodgy Beats)                             | Tyler, the Creator | Bastard                        | 4:03 |
| 6  | "Rolling Papers"         | Domo Genesis (gości. Tyler, the Creator)                            | Tyler, the Creator | Rolling Papers                 | 2:52 |
| 7  | "King"                   | Mike G                                                              | Syd tha Kyd        | Ali                            | 3:06 |
| 8  | "BankRolls"              | MellowHype                                                          | Left Brain         | YelloWhite                     | 3:50 |
| 9  | "But She’s Not My Lover" | The Jet Age of Tomorrow                                             | The Super 3        | Voyager                        | 3:21 |
| 10 | "VCR/Wheels"             | Tyler, the Creator                                                  | Tyler, the Creator | Bastard                        | 3:28 |
| 11 | "SteamRoller"            | Domo Genesis (gości. Hodgy Beats & Frank Ocean)                     | Tyler, the Creator | Rolling Papers                 | 4:42 |
| 12 | "RokRok"                 | MellowHype                                                          | Left Brain         | YelloWhite                     | 3:40 |
| 13 | "They Say"               | The Internet (gości. Tay Walker)                                    | Matt Martians      | Purple Naked Ladies            | 3:14 |